# Viktor Baier
Viktor Baier (* 16. Januar 2005 in Příbram) ist ein tschechischer Fußballtorwart.

## Karriere

### Verein
Baier begann seine Karriere beim 1. FK Příbram. Zur Saison 2020/21 wechselte er in die Jugend von Viktoria Pilsen. Im Juni 2022 spielte er erstmals für die Amateure Pilsens in der Česká fotbalová liga. Bis zum Ende der Saison 2021/22 absolvierte er zwei Drittligapartien. In der Saison 2022/23 kam er ebenfalls zu zwei Einsätzen, zudem stand er im Mai 2023 erstmals im Kader der Profis. Im Oktober 2023 gab er in der UEFA Conference League gegen Dinamo Zagreb sein Profidebüt, kurz darauf folgte auch sein erster Einsatz in der Fortuna Liga. Bis Saisonende spielte er dreimal in der Conference League, in der Liga kam kein weiterer Einsatz dazu. In der Saison 2024/25 absolvierte er zwei Partien in Tschechiens Oberhaus.
Zur Saison 2025/26 wechselte Baier leihweise zum österreichischen Bundesligisten FC Blau-Weiß Linz.

### Nationalmannschaft
Baier durchlief ab der U-17 sämtliche tschechische Jugendnationalauswahlen.